# Josef Rudin
Josef Rudin SJ (* 4. Dezember 1907 in Zürich; † 3. September 1983 ebenda) war ein Schweizer Jesuit, Tiefenpsychologe und Hochschullehrer.

## Leben
Josef Rudin war der Sohn des Tapezierers Adolf Rudin.
Er besuchte das Gymnasium im Kloster Einsiedeln und trat 1927 in die Gesellschaft Jesu ein. Er erhielt seine philosophische und theologischen Studien an den Ordenshochschulen und wurde 1938 zum Priester geweiht.
1942 promovierte er in Psychologie an der Universität Freiburg (Schweiz) und war danach ständiger Mitarbeiter des Apologetischen Instituts des Schweizerischen Katholischen Volksvereins.
Er war Redakteur der Apologetischen Blätter bzw. mit Beginn des 11. Jahrgangs 1947 Orientierung, dessen Chefredakteur er von 1947 bis 1952 war. Er wandelte die Zeitschrift von einem antikommunistischen Informationsdienst zu einem Forum für Fragen der Ökumene, der Dritten Welt und der Befreiungstheologie um, so dass es ein Medium für einen kritisch-aufgeschlossenen Katholizismus wurde.
1950 eröffnete er eine therapeutische Praxis und wurde 1964 Dozent am Institut für angewandte Psychologie in Freiburg sowie 1965 am C.G.-Jung-Institut. Von 1966 bis 1969 war er Honorarprofessor für Pastoralpsychologie an der Universität Innsbruck.

### Wirken
Josef Rudin nahm eine wichtige Pionier- und Mittlerfunktion zwischen Tiefenpsychologie und Pastoraltheologie wahr.

## Schriften (Auswahl)
- The Rembrandtdeutscher. Dublin Rathfarnham 1933.
- Der Erlebnisdrang: seine psychologischen Grundlagen und pädagogische Auswertung. Arbeiten aus dem Erziehungswissenschaftlichen Institut der Universität Freiburg (Schweiz) 1942.
- Roman Boos; Josef Rudin; Heinrich Barth; Fritz Eymann; Helvetische Disputation: Das Menschenbild im katholischen, protestantischen, anthroposophischen Erziehungsideal: Vorträge, anlässlich der IV. Helvetischen Disputation vom 24.11.1944, zu der Roman Boos eingeladen hat. Bern: Haupt, 1946.
- Josef Rudin; Heinrich Barth; Friedrich Eymann: Das Menschenbild im katholischen, protestantischen, anthroposophischen Erziehungsideal. Bern: Haupt, 1946.
- Psychothérapie et direction de conscience. Louvain Nova & Vetera 1954.
- Umgang mit neurotischen Jugendlichen. Freiburg im Breisgau Herder 1956.
- Das Gewissen in katholischer Sicht. Zürich Rascher 1958.
- Psychotherapie und religiöse Problematik. Stuttgart Klett 1961.
- Religion und Erlebnis: Ein Weg zur Überwindung der religiösen Krise. Freiburg im Breisgau Walter-Verlag, 1963.
- Tiefenpsychologie und religiöse Problematik. Göttingen Vandenhoeck & Ruprecht 1964.
- Josef Rudin; Laura Carola Mazirel: Fanatismus: eine psychologische Analyse. Olten : Walter, 1965.
- Ein Beitrag von C. G. Jung zur Religionspsychologie. Freiburg im Breisgau Walter-Verlag 1975.
- Fanatismus: die Magie der Gewalt. Olten: Walter, 1975.